# مونروي فولس (أوهايو)
مونروي فولس، أوهايو

مونروي فولس (بالإنجليزية: Munroe Falls)‏ هي مدينة أمريكية تقع في ولاية أوهايو. تبلغ مساحة هذه المدينة 7.3 (كم²)،ويبلغ عدد سكانها 5012 نسمة حسب إحصاء سنة 2010 م 5012.

## التركيبة السكانية
قام مكتب تعداد الولايات المتحدة بتحديد بيانات التركيبة السكانية لمونروي فولس في تعداد الولايات المتحدة. في ما يلي، التركيبة السكانية حسب تعدادي 2000 و2010.

### تعداد عام 2000
بلغ عدد سكان مونروي فولس 5,314 نسمة بحسب تعداد عام 2000، وبلغ عدد الأسر 1,955 أسرة وعدد العائلات 1,524 عائلة مقيمة في المدينة. في حين سجلت الكثافة السكانية 1,939.8 نسمة لكل ميل مربع (749.0/كم2). وبلغ عدد الوحدات السكنية 2,035 وحدة بمتوسط كثافة قدره 742.9 نسمة لكل ميل مربع (286.8/كم2).
وتوزع التركيب العرقي للمدينة بنسبة 97.10% من البيض و 0.02% من الأمريكيين الأصليين و 1.19% من الأمريكيين ذوي الأصول الآسيوية و 0.06% من سكان جزر المحيط الهادئ و 0.92% من الأمريكيين الأفارقة و 0.62% من عرقين مختلطين أو أكثر.
بلغ عدد الأسر 1,955 أسرة كانت نسبة 35.0% منها لديها أطفال تحت سن الثامنة عشر تعيش معهم، وبلغت نسبة الأزواج القاطنين مع بعضهم البعض 68.7% من أصل المجموع الكلي للأسر، ونسبة 6.7% من الأسر كان لديها معيلات من الإناث دون وجود شريك، وكانت نسبة 22.0% من غير العائلات. تألفت نسبة 18.8% من أصل جميع الأسر من أفراد ونسبة 6.3% كانوا يعيش معهم شخص وحيد يبلغ من العمر 65 عاماً فما فوق. وبلغ متوسط حجم الأسرة المعيشية 3.04، أما متوسط حجم العائلات فبلغ 2.66.
بلغ العمر الوسطي للسكان 41 عاماً. وكانت نسبة 24.6% من القاطنين تحت سن الثامنة عشر، وكانت نسبة 6.4% بين الثامنة عشر والأربعة وعشرون عاماً، ونسبة 25.6% كانت واقعةً في الفئة العمرية ما بين الخامسة والعشرون حتى والأربعة وأربعون عاماً، ونسبة 29.8% كانت ما بين الخامسة والأربعون حتى الرابعة والستون، ونسبة 13.6% كانت ضمن فئة الخامسة والستون عاماً فما فوق. يوجد لكل 100 أنثى 94.4 ذكر، ويوجد لكل 100 أنثى في الثامنة عشر من عمرها فما فوق 91.8 ذكر.
بلغ متوسط دخل الأسرة في المدينة 61,169 دولار، أما متوسط دخل العائلة فبلغ 69,918 دولار. وكان متوسط دخل الذكور 51,277 دولار مقابل 31,563 دولار للإناث. وسجل دخل الفرد الخاص بالمدينة 27,317 دولار. وكانت نسبة 0.3% من العائلات ونسبة 1.5% من السكان تحت خط الفقر، وكان من هؤلاء نسبة 0.8% تحت سن الثامنة عشر ونسبة 0.8% في الخامسة والستين من العمر وما فوق.

### تعداد عام 2010
بلغ عدد سكان مونروي فولس 5,012 نسمة بحسب تعداد عام 2010، وبلغ عدد الأسر 2,086 أسرة وعدد العائلات 1,467 عائلة مقيمة في المدينة. في حين سجلت الكثافة السكانية 1,842.6 نسمة لكل ميل مربع (711.4/كم2). وبلغ عدد الوحدات السكنية 2,189 وحدة بمتوسط كثافة قدره 804.8 لكل ميل مربع (310.7/كم2).
وتوزع التركيب العرقي للمدينة بنسبة 95.6% من البيض و 0.1% من الأمريكيين الأصليين و 1.4% من الأمريكيين ذوي الأصول الآسيوية و 1.5% من الأمريكيين الأفارقة و 1.2% من عرقين مختلطين أو أكثر.
بلغ عدد الأسر 2,086 أسرة كانت نسبة 27.0% منها لديها أطفال تحت سن الثامنة عشر تعيش معهم، وبلغت نسبة الأزواج القاطنين مع بعضهم البعض 58.1% من أصل المجموع الكلي للأسر، ونسبة 8.5% من الأسر كان لديها معيلات من الإناث دون وجود شريك، بينما كانت نسبة 3.7% من الأسر لديها معيلون من الذكور دون وجود شريكة وكانت نسبة 29.7% من غير العائلات. تألفت نسبة 25.2% من أصل جميع الأسر من أفراد ونسبة 10.2% كانوا يعيش معهم شخص وحيد يبلغ من العمر 65 عاماً فما فوق. وبلغ متوسط حجم الأسرة المعيشية 2.87، أما متوسط حجم العائلات فبلغ 2.40.
بلغ العمر الوسطي للسكان 45.1 عاماً. وكانت نسبة 20.2% من القاطنين تحت سن الثامنة عشر، وكانت نسبة 7.2% بين الثامنة عشر والأربعة وعشرون عاماً، ونسبة 22.3% كانت واقعةً في الفئة العمرية ما بين الخامسة والعشرون حتى والأربعة وأربعون عاماً، ونسبة 33.8% كانت ما بين الخامسة والأربعون حتى الرابعة والستون، ونسبة 16.3% كانت ضمن فئة الخامسة والستون عاماً فما فوق. وتوزع التركيب الجنسي للسكان بنسبة 48.7% ذكور و51.3% إناث.